# Conus waccamawensis
Conus waccamawensis é uma espécie de gastrópode do gênero Conus, pertencente a família Conidae.